# John Dalrymple, 13:e earl av Stair
John Dalrymple, 13:e earl av Stair, född den 9 oktober 1906 i London, död den 26 februari 1996, var en brittisk bobåkare. 
Han deltog vid  olympiska vinterspelen 1928 i Sankt Moritz och placerade sig på nionde plats.

## Fotnoter
1. ↑  Darryl Roger Lundy, The Peerage, The Peerage person-ID: p1344.htm#i13431, läst: 9 oktober 2017.[källa från Wikidata]
2. 1 2  Roglo, person-ID på Roglo: p=john+aymer;n=dalrymple.[källa från Wikidata]
3. 1 2  UK Parliament-ID: 4LvVlILs.[källa från Wikidata]
4. ↑  Hansard 1803–2005.[källa från Wikidata]
5. ↑  The Peerage person-ID: p1344.htm#i13431, läst: 7 augusti 2020.[källa från Wikidata]
6. 1 2 3 4  Darryl Roger Lundy, The Peerage.[källa från Wikidata]